# Rasmus Lauge
Rasmus Lauge Schmidt (ur. 20 czerwca 1991 w Randers) – duński piłkarz ręczny, lewy i środkowy rozgrywający, od 2019 zawodnik Veszprém.
Reprezentant Danii, mistrz Europy (2012) i dwukrotny wicemistrz świata (2011, 2013), uczestnik igrzysk olimpijskich w Londynie (2012).

## Kariera sportowa
W latach 2009–2013 był zawodnikiem duńskiego Bjerringbro-Silkeborg. W sezonach 2011/2012 i 2012/2013 rozegrał w jego barwach w Lidze Mistrzów 22 mecze i rzucił 78 bramek. W latach 2013–2015 występował w THW Kiel, z którym zdobył dwa mistrzostwa Niemiec i Superpuchar Niemiec. Ponadto dwukrotnie dotarł ze swoją drużyną do Final Four Ligi Mistrzów, w której w ciągu dwóch sezonów rzucił 33 gole. W 2015 przeszedł do SG Flensburg-Handewitt. W sezonie 2017/2018, w którym rozegrał 34 mecze i zdobył 179 bramek, wywalczył z nim mistrzostwo Niemiec. W 2019 zostanie zawodnikiem Veszprém, z którym podpisał dwuletnią umowę (informację o transferze ogłoszono w marcu 2018).
W 2008 zdobył srebrny medal mistrzostw Europy U-18 w Czechach, podczas których rozegrał siedem meczów i rzucił 32 bramki. W 2009 wywalczył srebrny medal mistrzostw świata U-21 w Egipcie, w których zdobył 31 goli w dziesięciu spotkaniach. W 2010 został mistrzem Europy U-20 – w turnieju, który odbył się na Słowacji, wystąpił w siedmiu meczach i rzucił 33 bramki, a ponadto został wybrany najlepszym środkowym rozgrywającym mistrzostw.
W reprezentacji Danii zadebiutował 15 kwietnia 2010 w meczu z Niemcami (33:26), w którym rzucił jedną bramkę. W 2011 zdobył srebrny medal mistrzostw świata w Szwecji, w których rozegrał osiem spotkań i rzucił pięć goli. W 2012 został mistrzem Europy – w turnieju, który odbył się w Serbii, zdobył 18 bramek i zanotował 11 asyst. Również w 2012 uczestniczył w igrzyskach olimpijskich w Londynie. W 2013 wywalczył srebrny medal mistrzostw świata w Hiszpanii, podczas których rzucił 16 goli i miał dziesięć asyst. Następnie grał w mistrzostwach świata w Katarze (2015) i mistrzostwach Europy w Polsce (2016). Podczas mistrzostw Europy w Chorwacji zdobył 40 bramek i zajął 3. miejsce w klasyfikacji najlepszych strzelców turnieju.

## Sukcesy
THW Kiel
- Mistrzostwo Niemiec: 2013/2014, 2014/2015
- Superpuchar Niemiec: 2014[4]

SG Flensburg-Handewitt
- Mistrzostwo Niemiec: 2017/2018

Reprezentacja Danii
- Mistrzostwo Europy: 2012
- 2. miejsce w mistrzostwach świata: 2011, 2013
- Mistrzostwo Europy U-20: 2010
- 2. miejsce w mistrzostwach Europy U-18: 2008
- 2. miejsce w mistrzostwach świata U-21: 2009

Indywidualne
- Najlepszy środkowy rozgrywający Mistrzostw Świata 2019
- 3. miejsce w klasyfikacji najlepszych strzelców mistrzostw Europy w Chorwacji w 2018 (40 bramek)[14]
- Najlepszy środkowy rozgrywający mistrzostw Europy U-20 na Słowacji w 2010[10]

## Statystyki
| Klub                    | Sezon     | Liga       | Liga | Liga | Liga | Liga Mistrzów | Liga Mistrzów | Liga Mistrzów |
| Klub                    | Sezon     | Liga       | M    | B    | Śr.  | M             | B             | Śr.           |
| ----------------------- | --------- | ---------- | ---- | ---- | ---- | ------------- | ------------- | ------------- |
| THW Kiel                | 2013/2014 | Bundesliga | 19   | 18   | 0,9  | 9             | 16            | 1,8           |
| THW Kiel                | 2014/2015 | Bundesliga | 23   | 23   | 1    | 12            | 17            | 1,4           |
| THW Kiel                | Razem     | Razem      | 42   | 41   | 1    | 21            | 33            | 1,6           |
| SG Flensburg-Handewitt  | 2015/2016 | Bundesliga | 26   | 95   | 3,7  | 18            | 77            | 4,3           |
| SG Flensburg-Handewitt  | 2016/2017 | Bundesliga | 24   | 81   | 3,4  | 13            | 41            | 3,2           |
| SG Flensburg-Handewitt  | 2017/2018 | Bundesliga | 34   | 179  | 5,3  | 17            | 65            | 3,8           |
| SG Flensburg-Handewitt  | 2018/2019 | Bundesliga | 19   | 67   | 3,5  | 9             | 32            | 3,6           |
| SG Flensburg-Handewitt  | Razem     | Razem      | 103  | 422  | 4,1  | 57            | 215           | 3,8           |
| Stan na 30 grudnia 2018 |           |            |      |      |      |               |               |               |